# Гвенди и её шкатулка
«Гвенди и её шкатулка» (англ. Gwendy's Button Box) — роман американских писателей Стивена Кинга и Ричарда Чизмара. Первое издание вышло в США 16 мая 2017 года.

## Сюжет
12-летняя Гвенди Питерсон встречает в парке незнакомца в чёрном костюме и с чёрной шляпой, который дает ей некую магическую шкатулку с невероятными возможностями. Гвенди живёт в городе Касл-Рок и каждый день бегает в надежде избавиться от лишнего веса. В этом городе происходят жуткие события, но благодаря данной шкатулке девушка может их предотвратить. Позднее Гвенди понимает, что шкатулка также может влиять на события в мире.
- Gwendy’s Button Box by Stephen King and Richard Chizmar!
- Gwendy et la boite à boutons
- FantLab — Гвенди и ее шкатулка
- Stephen King site — Gwendy’s Button Box